# Sigmund Barth

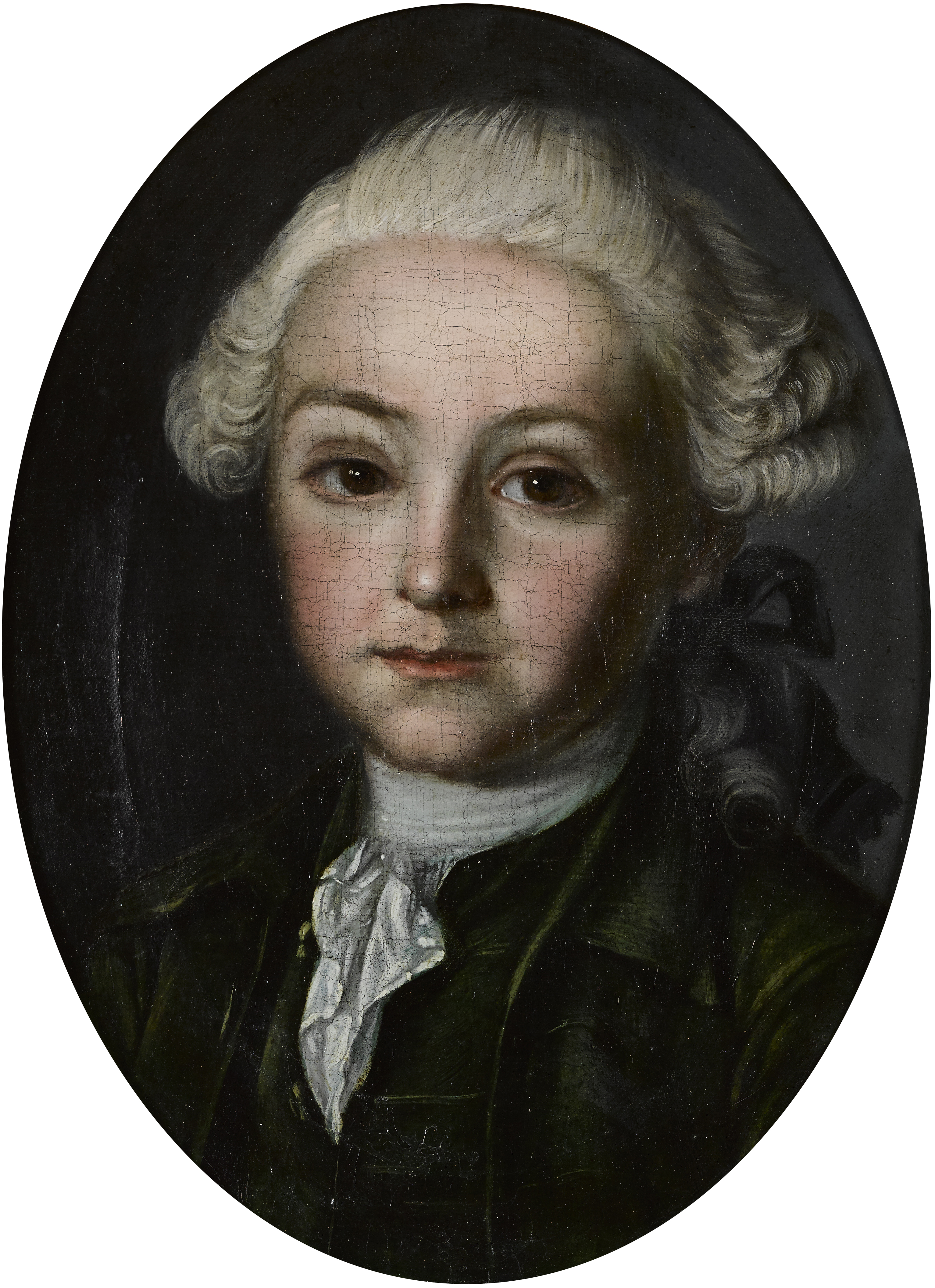
Daniel Hunz im Alter von acht Jahren, gemalt von Sigmund Barth, 1771

Sigmund Barth (* 18. August 1723 in Bern; † 18. August 1772 in Basel) war ein Schweizer Maler, im Zeitalter des Rokoko, welcher vor allem als Porträtist für das Patriziat von Bern und Basel tätig war.

## Werdegang
Nach kurzem Studium bei Johann Rudolf Huber ging Sigmund Barth bei Johann Rudolf Dälliker (* 1694 in Berlin; † 1769 in Schaffhausen) in die Lehre. Im Jahre 1746 folgte Barth Dälliker nach Zürich. Er kehrte jedoch noch in den 1740er Jahren wieder zurück nach Bern, wo er in einfachen Verhältnissen lebte. Barths Familie stammte ursprünglich aus Basel, wo Barth noch immer Verwandte hatte. Durch Vermittlung dieser erhielt Barth 1766 die ersten Porträtaufträge aus dem Basler Patriziat. Barth war nun 43 Jahre alt. Aufgrund des beachtlichen Erfolges und von den Verwandten dazu ermuntert, übersiedelte Barth nach Basel. In Basel erneuerte Barth sein Bürgerrecht und wurde am 19. August 1769 zum Sechser der Himmelzunft gewählt. Somit erlangte Barth auch ein gewisses Ansehen und kam zu bescheidenem Wohlstand.
In seinen späteren Jahren war Barth vor allem als Porträtist von Kindern sehr beliebt.
Sigmund Barth blieb zeitlebens unverheiratet. Er starb an seinem 49. Geburtstag um 13:30 Uhr an einem Schlaganfall, als er an einem Porträt arbeitete.